# Eddie Alderson
Eddie Alderson (Bucks County, Pennsylvania, 27 de outubro de 1994) é um ator norte-americano.

## Filmografia
| Filmes      | Filmes           | Filmes               | Filmes        |
| Ano         | Título Original  | Título (Brasil)      | Papel         |
| ----------- | ---------------- | -------------------- | ------------- |
| 2007        | Reservation Road | Traídos Pelo Destino | Lucas         |
| 2008        | Changeling       | A Troca              | Sanford Clark |
| Séries      |                  |                      |               |
| Ano         | Título           | Papel                | Notas         |
| 2009        | Law & Order      | Todd                 | 1 episódio    |
| 2001 / 2010 | One Life to Live | Matthew Buchanan     | 165 episódios |

## Prêmios e Indicações
| Prêmios | Prêmios   | Prêmios             | Prêmios                                   | Prêmios          |
| Ano     | Resultado | Premiação           | Categoria                                 | Título           |
| ------- | --------- | ------------------- | ----------------------------------------- | ---------------- |
| 2009    | Indicado  | Young Artist Awards | Performance Jovem Marcante em Série de TV | One Life to Live |
| 2009    | Indicado  | Young Artist Awards | Melhor                                    | One Life to Live |